# Луковець (Житомирський район)
Лукове́ць — село в Україні, у Новоборівській селищній територіальній громаді Хорошівського району Житомирської області. Населення становить 184 особи.

## Історія
На мапі 1911—1912 років населений пункт позначений як колонія Луковець із 26 дворами.

## Галерея

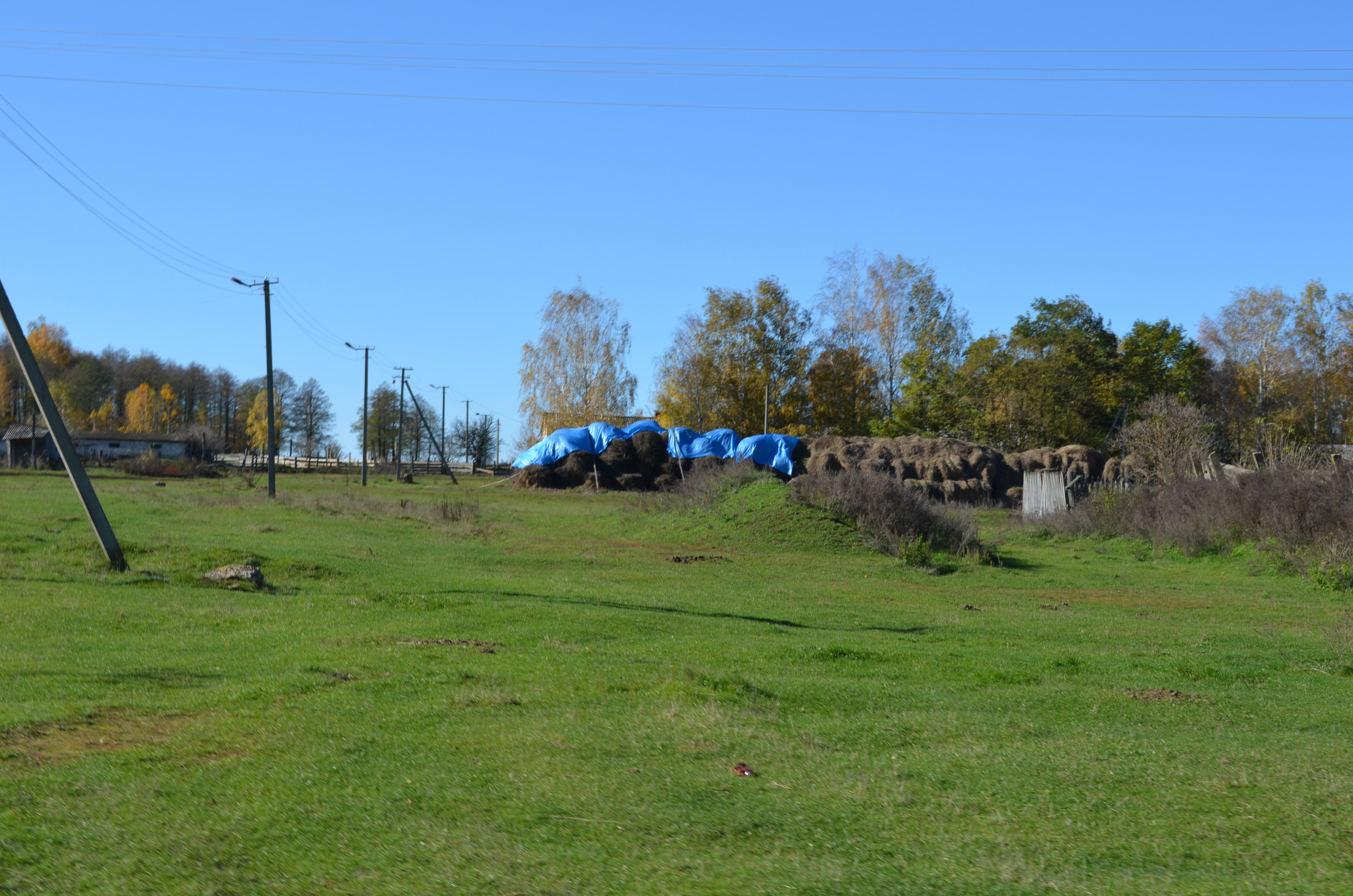
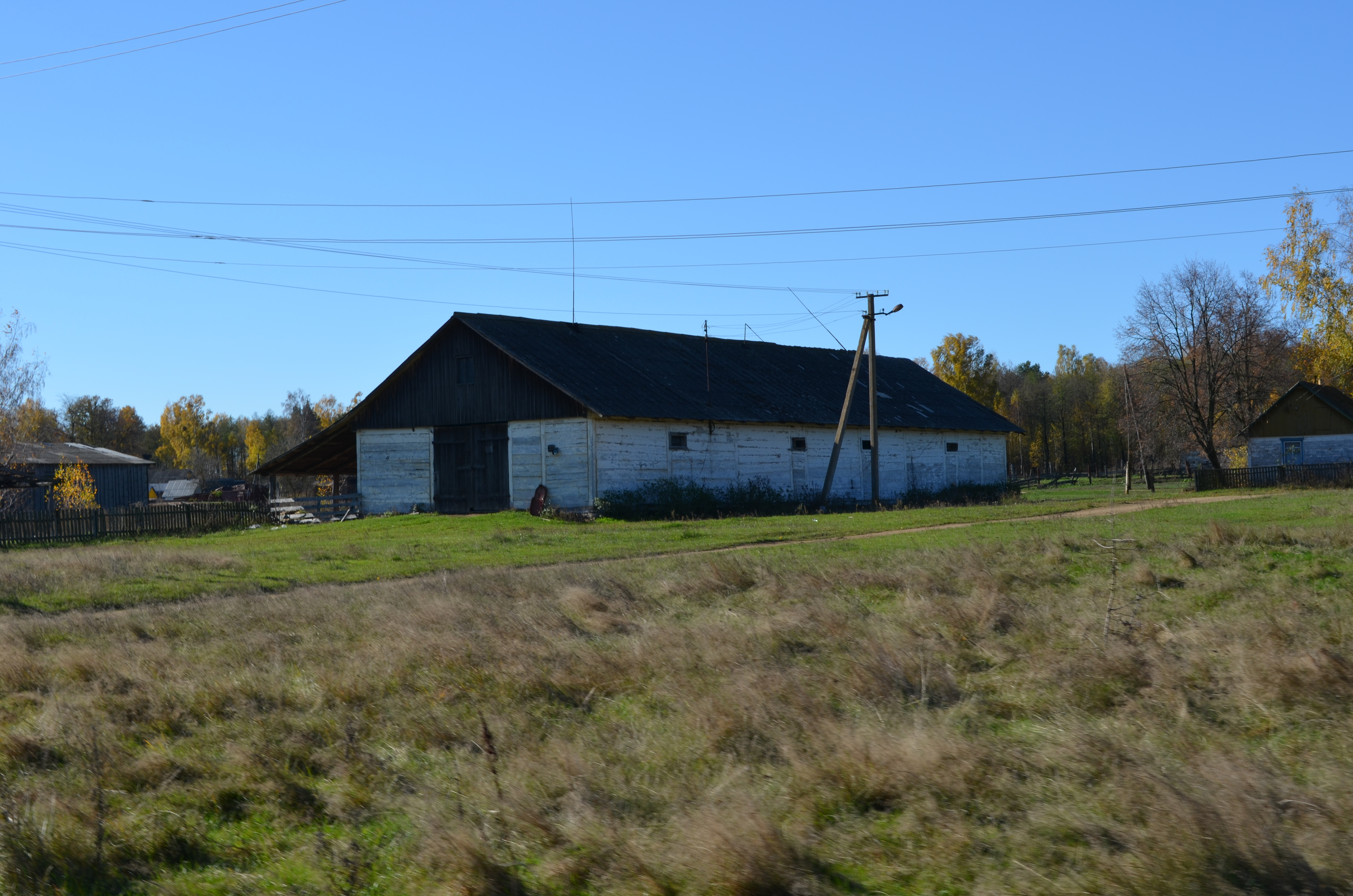
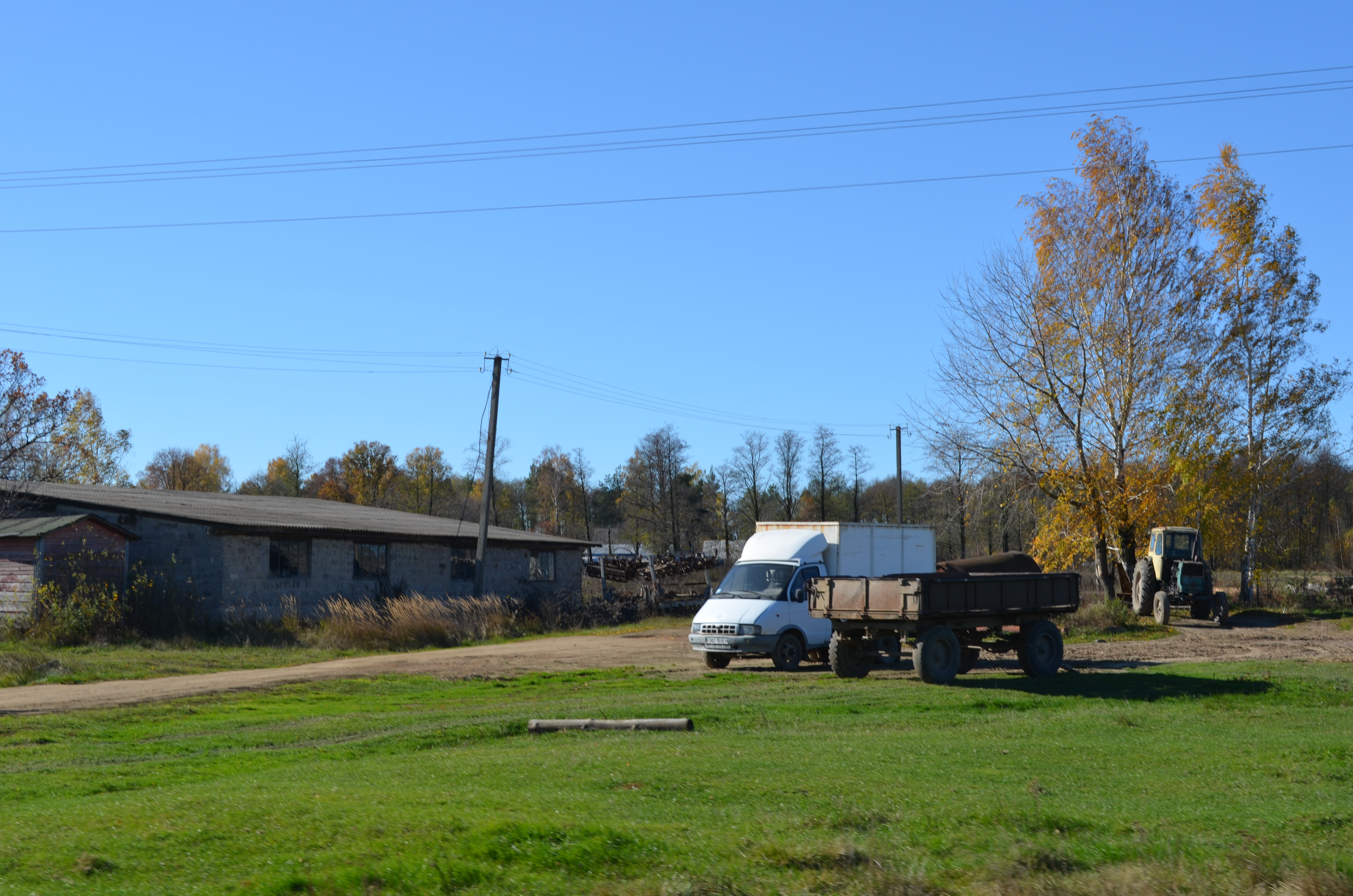
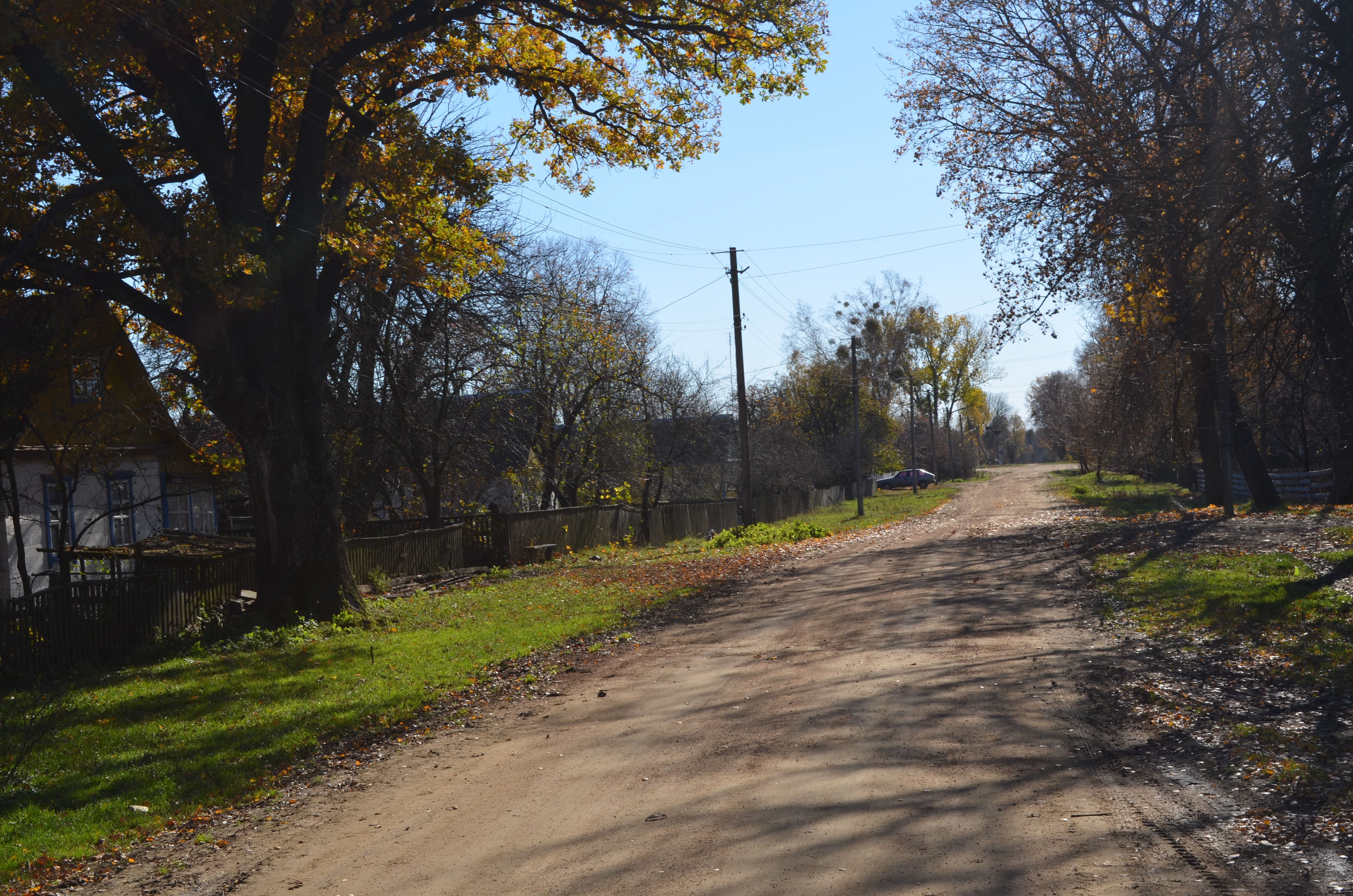
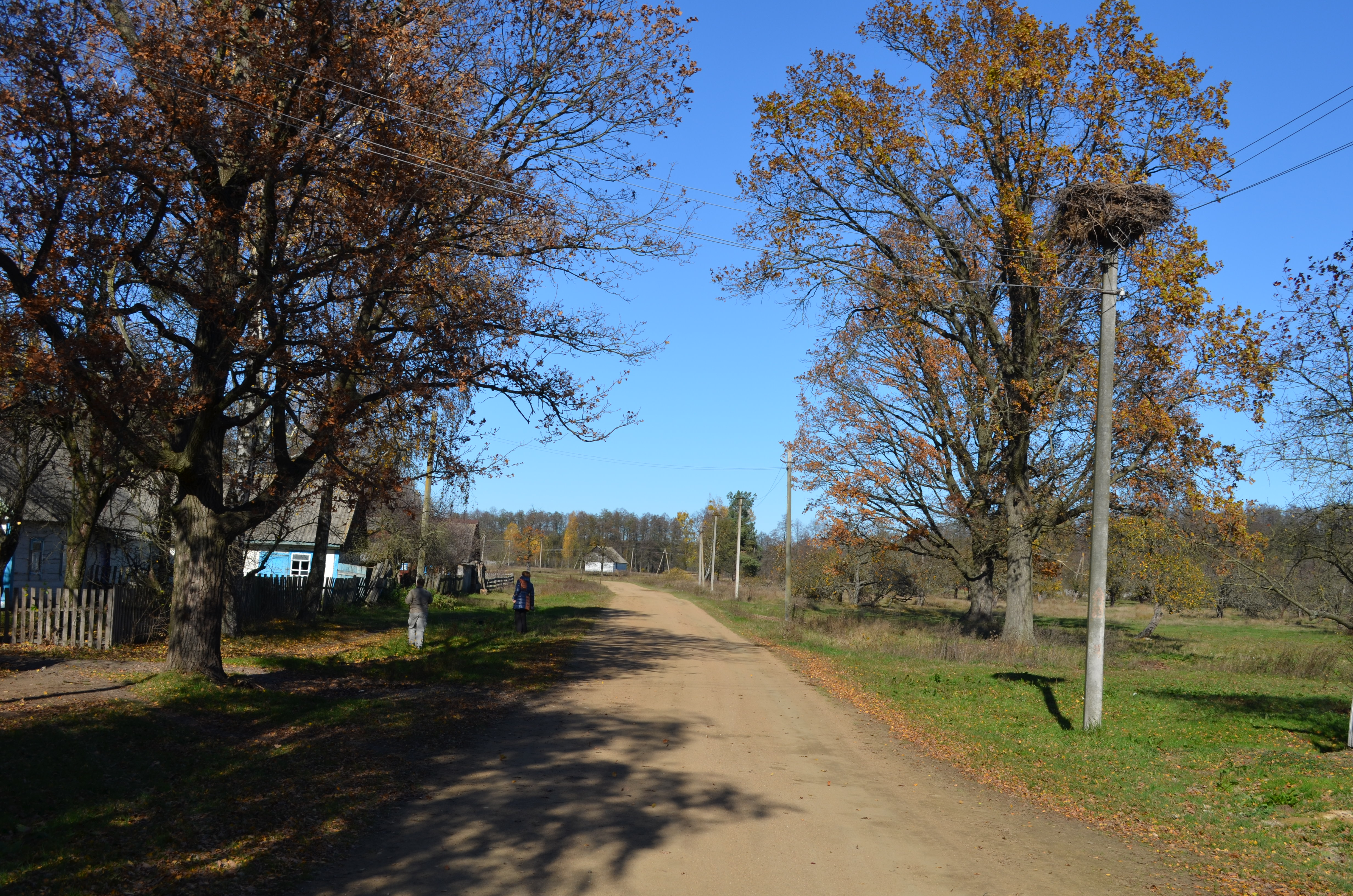
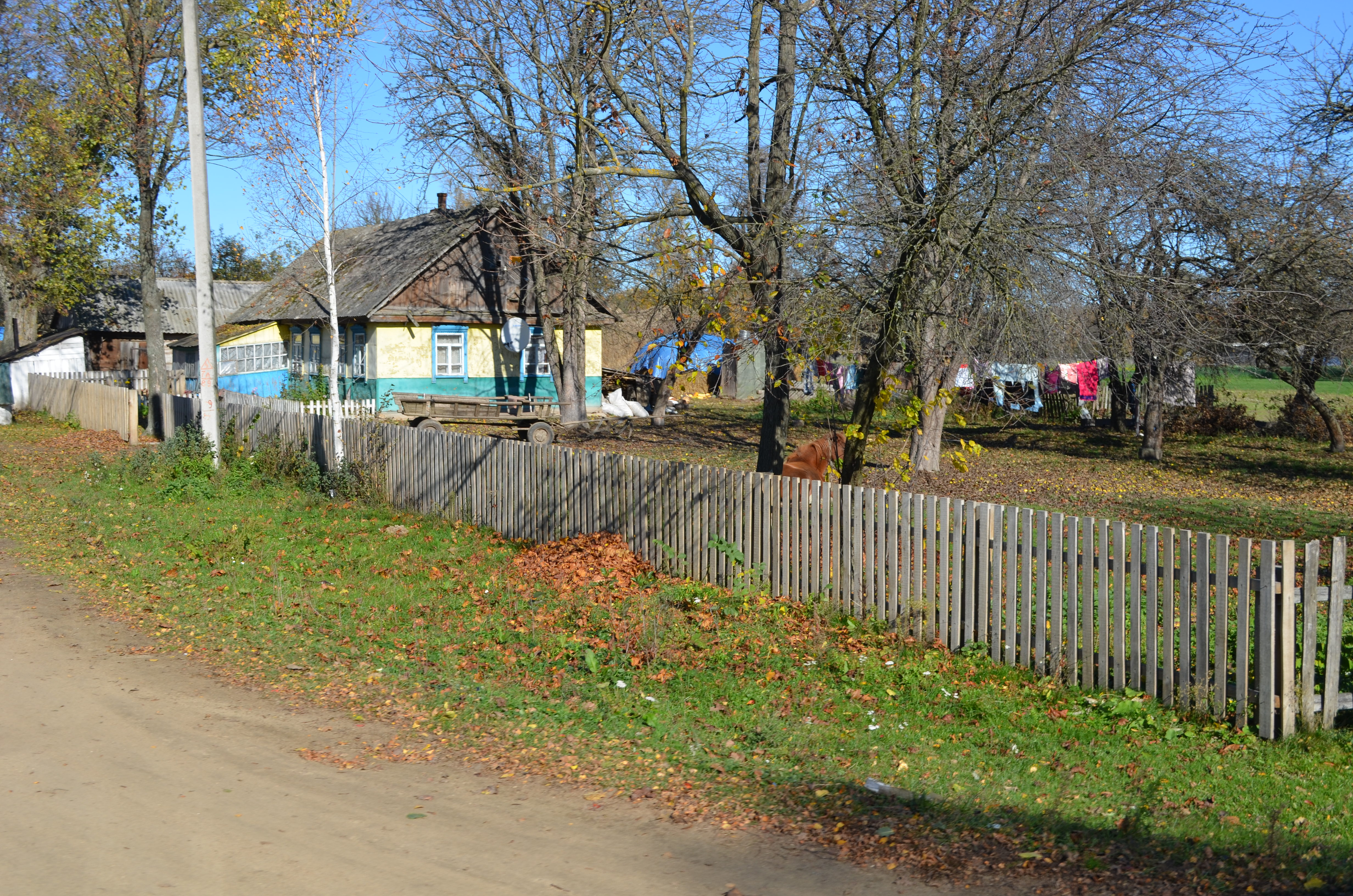

## Населення
За даними перепису 2001 року населення села становило 184 особи, з них усі 100 % зазначили рідною українську мову.